# Bleda notatus
Bleda notatus là một loài chim trong họ Pycnonotidae.